# SAI 1
 (juillet 2025).
Si vous disposez d'ouvrages ou d'articles de référence ou si vous connaissez des sites web de qualité traitant du thème abordé ici, merci de compléter l'article en donnant les références utiles à sa vérifiabilité et en les liant à la section « Notes et références ».
Le SAI 1 était un biplan biplace de sport. Seul biplan dessiné par Sergio Stefanutti, c'est aussi le premier avion réalisé par la SAI Ambrosini.

## Un avion de grand tourisme
Biplan biplace de sport construit spécialement pour participer au Rallye aérien du Littoral (Avioraduno del Littorio) de 1935, c'était un appareil assez fin derrière un moteur en étoile soigneusement caréné par un capot NACA. Il se caractérisait par un panneau transparent en V formant pare-brise occupant l’espace entre le capot-moteur et le plan supérieur dans sa partie centrale. Le train principal à roues indépendantes était équipé de pneus basse pression. Cet appareil ne fut construit qu’à un seul exemplaire.